# 5ing
5ing je peti studijski album slovenske rock skupine Big Foot Mama, prvi po odhodu dotedanjega kitarista in avtorja Mihe Guština - Guštija. Album stilsko zaznamuje vrnitev k bolj neposrednemu rocku, značilnemu za njihove prve tri albume. Skupina je tokrat prvič sodelovala z novim producentom Dejanom Radičevičem, album pa je izšel leta 2004 pri založbi Nika. 

## Seznam skladb
1. »Eksplozija«
2. »Še mal' bolj dol«
3. »Jaz nisem stroj«
4. »Lajf«
5. »Neki sladkega«
6. »Gole sanje«
7. »Z glavo skoz' zid«
8. »Na koncu tunela«
9. »Vrn' se k' men«
10. »Brez meja«
11. »Skrit v sencah«
12. »Bandiera rossa«

## Zasluge
- Aranžmaji: Big Foot Mama in Dejan Radičevič
- Produkcija, miks in tonski mojster: Dejan Radičevič
- Posneto v Recording Studiu Tivoli, Ljubljana in studiu Garbage (maj 2003, april 2004)
- Miks in mastering v Recording Studiu Tivoli
- Dodatni tonski mojster: Drago Popovič
- Mastering: Aco Razbornik